# CGC Viareggio 2008-2009
Questa voce raccoglie le informazioni riguardanti del CGC Viareggio nelle competizioni ufficiali della stagione 2008-2009.

## Stagione
Ventinovesima stagione di massima serie, A1. Torna a vestire la maglia bianconera Alberto Orlandi. Il CGC Viareggio arriva terzo in classifica, per il terzo anno consecutivo, ormai è stabile nel vertice dell'hockey italiano, ma il divario con le prime ritorna ampio.
Nei quarti di finale il CGC incontra il Roller Bassano: i bianconeri lo superano in due gare abbastanza agevolmente.
In semifinale, per la quinta volta nella sua storia, il CGC troverà per il terzo anno consecutivo il Bassano: ma quest'anno sarà la squadra veneta ad eliminare il Viareggio.
Per la quinta volta partecipa alla coppa CERS e per la prima volta nella sua storia arriva a giocare una semifinale di Coppa CERS contro la squadra spagnola del Lloret, dopo aver eliminato nell'ordine: 
- Merignac (Francia) - primo turno
- Braga (Portogallo) - ottavi
- La Vendenne (Francia) - quarti

Come l'anno precedente, gli spagnoli del Lloret eliminano i bianconeri.

## Maglie e sponsor
| 1ª divisa | 2ª divisa |

## Organigramma societario
- Presidente: Alessandro Palagi
- Vicepresidente: Massimo Barozzi
- Consiglieri: Renzo Pardini
- Direttore sportivo:
- Segretaria:
- Addetto stampa:

## Organico

### Giocatori
Dati tratti dal sito internet ufficiale della Federazione Italiana Sport Rotellistici.
| N° | Naz.                 | Ruolo    | Sportivo         |  |  |  |
| -- | -------------------- | -------- | ---------------- |  |  |  |
|    | Italia (bandiera)    | Portiere | Alberto Bacci    |  |  |  |
|    | Italia (bandiera)    | Esterno  | Juan Travasino   |  |  |  |
|    | Italia (bandiera)    | Esterno  | Francesco Lenci  |  |  |  |
|    | Italia (bandiera)    | Portiere | Leonardo Barozzi |  |  |  |
|    | Argentina (bandiera) | Esterno  | Martin Montivero |  |  |  |
|    | Italia (bandiera)    | Esterno  | Andrea Deinite   |  |  |  |
|    | Italia (bandiera)    | Esterno  | Nicola Palagi    |  |  |  |
|    | Italia (bandiera)    | Esterno  | Francesco Dolce  |  |  |  |
|    | Italia (bandiera)    | Esterno  | Leonardo Squeo   |  |  |  |
|    | Italia (bandiera)    | Esterno  | Alberto Orlandi  |  |  |  |

### Staff tecnico
- 1º Allenatore:  Alessandro Cupisti
- 2º Allenatore: n.a.
- Meccanico: